# リドー運河
リドー運河（英語: Rideau Canal、フランス語: Canal Rideau）は、リドー水路とも呼ばれ、カナダのオタワ川が流れるオタワ市とオンタリオ湖畔のキングストン市とを結ぶ運河である。開通175周年にあたる2007年の第31回世界遺産委員会で、オンタリオ州最初のユネスコ世界遺産となった。
リドー運河は、北米で最も古くから使われている運河で、1832年に開通して以来、現在でも使われている。リドー川やカタラクイ川のほか、いくつかの美しい湖を経由する。運河の運営・管理は、パークス・カナダ（カナダ公園管理局）によって行われており、国定史跡に指定されているリドー運河は歴史と自然の保護区になっている。カヌーや沿道のサイクリングなど、アクティビティも盛んである。

## 歴史

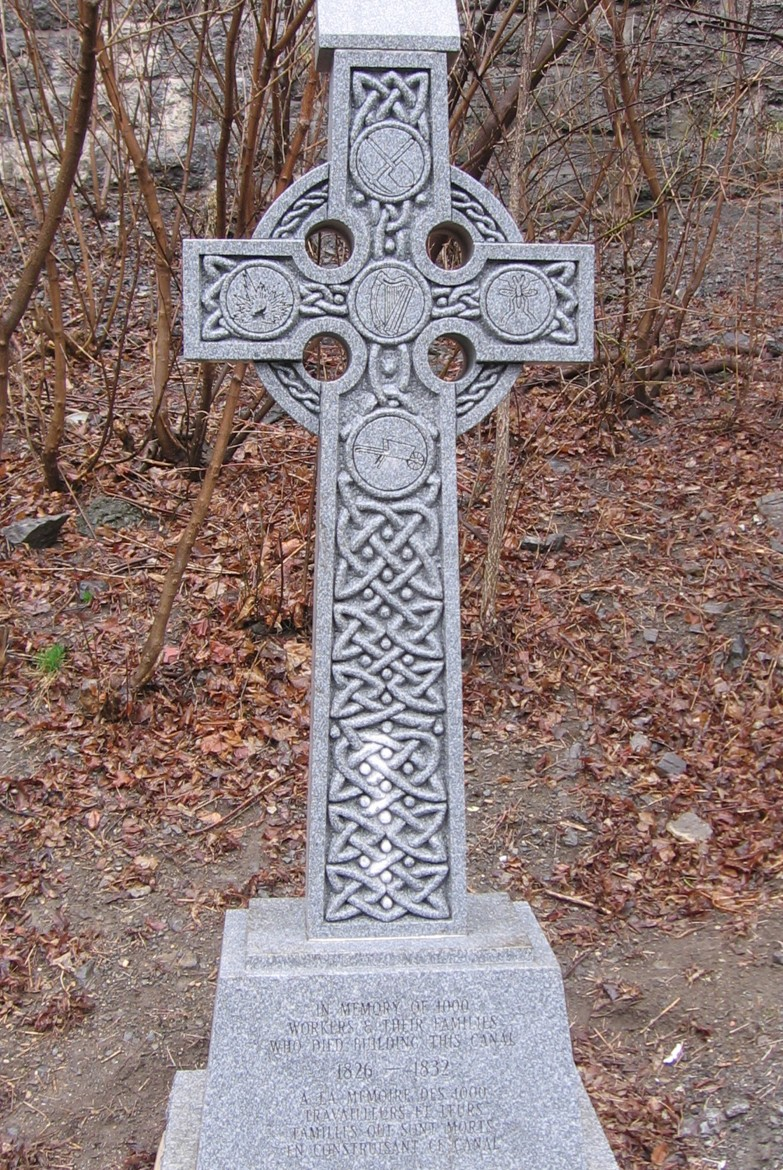
運河建設労働者の慰霊碑（ケルト十字）

米英戦争の直後、イギリスの植民地であったアッパーカナダはアメリカ合衆国の軍事的な脅威に備えて、アメリカの侵攻を阻止するための要塞と領土を守るための運河を数多く建設した。そのうちのひとつがリドー運河で、当初はモントリオールとキングストンの区間を結ぶ物流輸送ルートを確保するのが目的であった。ニューヨーク州と接しているセントローレンス川は物資を供給するイギリスの輸送船が攻撃されたり、川を封鎖される危険があったため、川を迂回するルート（バイパス）として1826年から1832年の間にリドー運河は建設された。
モントリオールからオタワ川で西へ進むとオタワに行くことができ、オタワから運河を経て南西に進むとオンタリオ湖畔のキングストンにたどり着くことができる。
米英戦争後、アメリカとカナダの間で起きた武力衝突はなく、リドー運河は当初の目的で利用されたことは一度もない。
運河建設の指揮はイギリス工兵隊のジョン・バイ中佐のもとで行われた。民間からは現場責任者としてジョン・レッドパスやトーマス・マッケイ、ニコル・テイラー・ヒュー・ベアードらが参加し、そして数千人のアイルランド人とフランス系カナダ人の労働者が建設に従事した。
建設期間中に亡くなった労働者の数は定かではなく、一千人もの人々がマラリアやそのほかの病気、爆発などの事故によって亡くなった。これに拍車をかけたのが、運河完成後の失業とケベックシティからアッパーカナダにまで広がったコレラの流行でさらに死者が出た。中にはアッパーカナダに親族がいなかったことから身元不明のまま亡くなった労働者もおり、墓標のない墓に葬られた。それでも多くの労働者は生き延び、この土地に入植して農場や木材貿易を営んだ。

## 水路

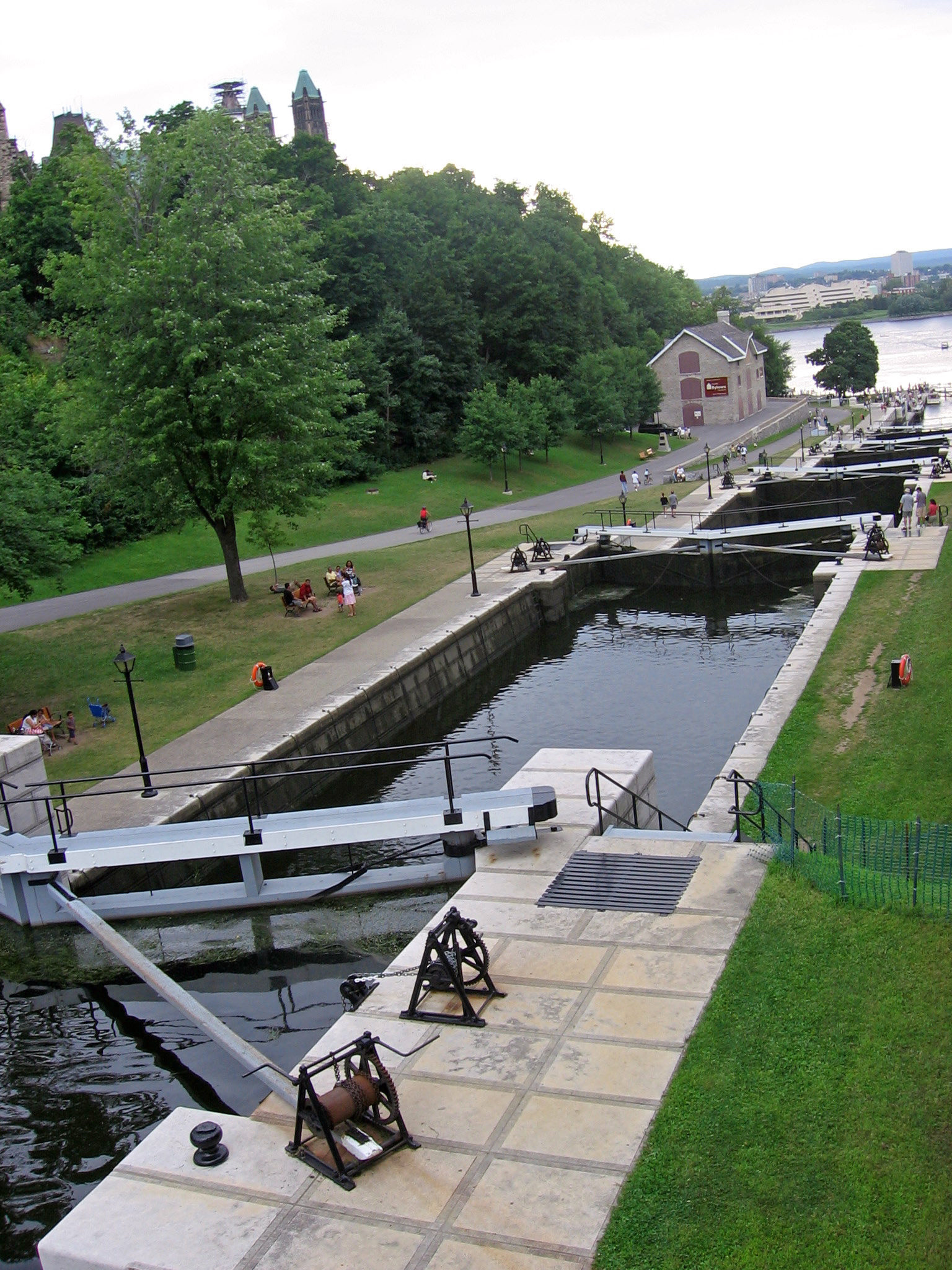
運河

全長 202 km (125 mi) あるリドー運河は途中、リドー川とカタラクイ川やいくつかの湖を経由し、およそ 19 km (12 mi) が人の手で作られている。
今日、リドー運河は娯楽・観光用にのみ使われており、オタワ市内には運河を走る観光船がある。また船でオタワからキングストンまで下ることもでき容易に行くことができる。運河にある閘門の多くは今も手動で運営されており、運河に沿って24カ所に全部で47の閘門がある。
運河は通常、最高で船の長さ 27.4 m (90 ft) 、幅 7.9 m (26 ft) 、高さ 6.9 m (22 ft) まで航行できるようになっている。特別な状況に限り船の長さ 33.5 m (110 ft) 、幅 9.1 m (30 ft) まで対応可能である。

### 運河沿いの主な都市
- オタワ
- メリックビル
- スミスフォールズ
- ウエストポート
- バタシー
- キングストン

## スケートリンク

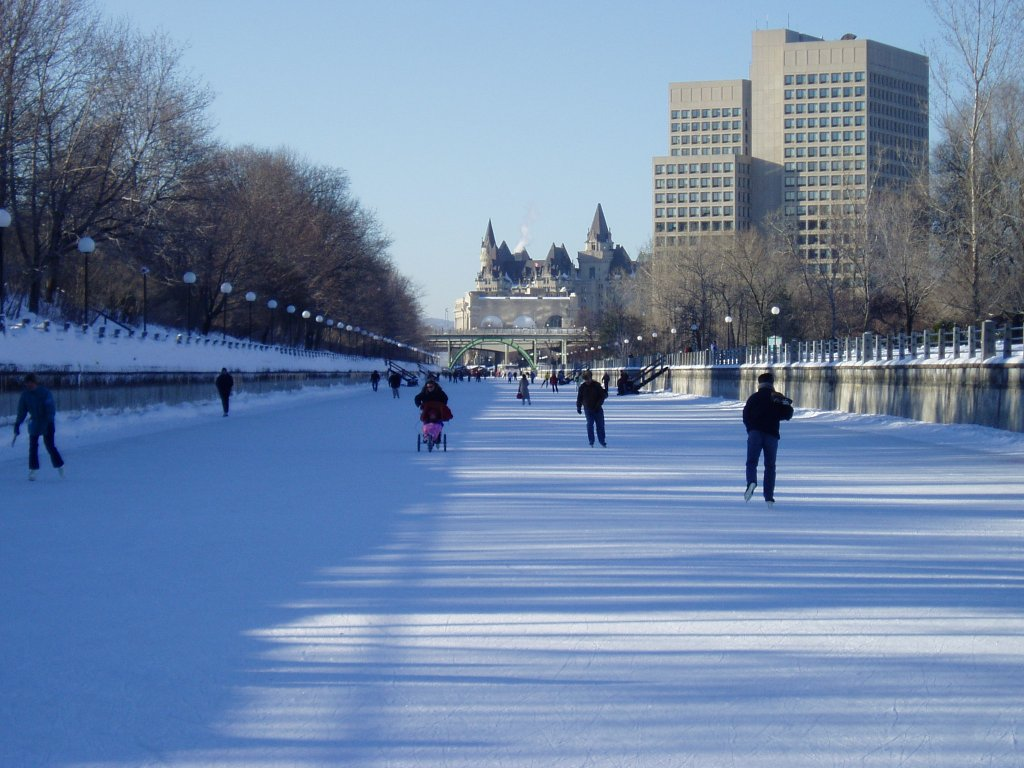
世界最長の屋外スケートリンク

冬の時期、オタワの中央を流れるリドー運河は世界で最も長いスケートリンクへと変わる
。2005年8月にはギネス世界記録に登録され、世界最長であることが公式に認められた。スケートリンクは 7.8 kmの長さがあり、カールトン大学にある閘門からセンター・ブロックとシャトー・ローリエの間にある閘門まで続く。これはオリンピック用ホッケーリンクの90個分に相当する。観光名所のひとつとなっており、毎年スケートをしに100万人以上の観光客が訪れ、地元住民は通勤用に利用している。そして冬の大きなイベント「ウィンタールード・フェスティバル」（雪祭り）の会場にもなる。ほか、ビーバーの尻尾の形に似た「ビーバー・テイル」と呼ばれる揚げパンがあり、このエリアでよく売られている。

## 世界遺産

### 登録基準
この世界遺産は世界遺産登録基準のうち、以下の条件を満たし、登録された（以下の基準は世界遺産センター公表の登録基準からの翻訳、引用である）。
- (1) 人類の創造的才能を表現する傑作。
- (4) 人類の歴史上重要な時代を例証する建築様式、建築物群、技術の集積または景観の優れた例。